# Adriano Chicco
Adriano Chicco (Gènova, 16 de febrer de 1907 – 30 d'agost de 1990) fou un jugador i compositor d'escacs italià.

## Biografia
Va ser l'historiador d'escacs més important d'Itàlia. En particular, de gran importància la seva obra Storia degli scacchi in Italia, escrita en col·laboració amb Antonio Rosino.
Autor de prop de 540 problemes de dos i tres moviments, incloent 118 premis (47 primers premis), va obtenir els títols de Mestre Internacional de compositor i el d'Àrbitre Internacional per la FIDE.
Col·leccionista de llibres i manuscrits antics d'escacs, autor d'articles, assajos, llibres i un fonamental Diccionari Enciclopèdic d'Escacs juntament amb Giorgio Porreca, considerat pels experts un "clàssic" de la literatura d'escacs. Va dirigir la secció de problemes de la revista L'Italia Scacchistica durant 16 anys. El 1983, l'AMIS (Associació Italiana de Mestres d'Escacs) li va atorgar el Premi Internacional Gioacchino Greco "Una vida per als escacs."
De professió va ser un advocat de l'estat.
El següent problema va obtenir el primer premi en un concurs de la revista L'Italia Scacchistica el 1933.
|   | a | b | c | d | e | f | g | h |   |
| 8 | b8 negres alfil · h8 blanques rei · e7 negres cavall · c6 blanques cavall · g6 negres peó · e5 negres torre · f5 negres peó · a4 blanques torre · e4 blanques cavall · f4 negres rei · a3 negres cavall · d3 blanques peó · g3 blanques torre · h3 blanques peó · b2 blanques dama · c2 negres peó · f2 blanques peó · e1 negres torre | b8 negres alfil · h8 blanques rei · e7 negres cavall · c6 blanques cavall · g6 negres peó · e5 negres torre · f5 negres peó · a4 blanques torre · e4 blanques cavall · f4 negres rei · a3 negres cavall · d3 blanques peó · g3 blanques torre · h3 blanques peó · b2 blanques dama · c2 negres peó · f2 blanques peó · e1 negres torre | b8 negres alfil · h8 blanques rei · e7 negres cavall · c6 blanques cavall · g6 negres peó · e5 negres torre · f5 negres peó · a4 blanques torre · e4 blanques cavall · f4 negres rei · a3 negres cavall · d3 blanques peó · g3 blanques torre · h3 blanques peó · b2 blanques dama · c2 negres peó · f2 blanques peó · e1 negres torre | b8 negres alfil · h8 blanques rei · e7 negres cavall · c6 blanques cavall · g6 negres peó · e5 negres torre · f5 negres peó · a4 blanques torre · e4 blanques cavall · f4 negres rei · a3 negres cavall · d3 blanques peó · g3 blanques torre · h3 blanques peó · b2 blanques dama · c2 negres peó · f2 blanques peó · e1 negres torre | b8 negres alfil · h8 blanques rei · e7 negres cavall · c6 blanques cavall · g6 negres peó · e5 negres torre · f5 negres peó · a4 blanques torre · e4 blanques cavall · f4 negres rei · a3 negres cavall · d3 blanques peó · g3 blanques torre · h3 blanques peó · b2 blanques dama · c2 negres peó · f2 blanques peó · e1 negres torre | b8 negres alfil · h8 blanques rei · e7 negres cavall · c6 blanques cavall · g6 negres peó · e5 negres torre · f5 negres peó · a4 blanques torre · e4 blanques cavall · f4 negres rei · a3 negres cavall · d3 blanques peó · g3 blanques torre · h3 blanques peó · b2 blanques dama · c2 negres peó · f2 blanques peó · e1 negres torre | b8 negres alfil · h8 blanques rei · e7 negres cavall · c6 blanques cavall · g6 negres peó · e5 negres torre · f5 negres peó · a4 blanques torre · e4 blanques cavall · f4 negres rei · a3 negres cavall · d3 blanques peó · g3 blanques torre · h3 blanques peó · b2 blanques dama · c2 negres peó · f2 blanques peó · e1 negres torre | b8 negres alfil · h8 blanques rei · e7 negres cavall · c6 blanques cavall · g6 negres peó · e5 negres torre · f5 negres peó · a4 blanques torre · e4 blanques cavall · f4 negres rei · a3 negres cavall · d3 blanques peó · g3 blanques torre · h3 blanques peó · b2 blanques dama · c2 negres peó · f2 blanques peó · e1 negres torre | 8 |
| 7 | b8 negres alfil · h8 blanques rei · e7 negres cavall · c6 blanques cavall · g6 negres peó · e5 negres torre · f5 negres peó · a4 blanques torre · e4 blanques cavall · f4 negres rei · a3 negres cavall · d3 blanques peó · g3 blanques torre · h3 blanques peó · b2 blanques dama · c2 negres peó · f2 blanques peó · e1 negres torre | b8 negres alfil · h8 blanques rei · e7 negres cavall · c6 blanques cavall · g6 negres peó · e5 negres torre · f5 negres peó · a4 blanques torre · e4 blanques cavall · f4 negres rei · a3 negres cavall · d3 blanques peó · g3 blanques torre · h3 blanques peó · b2 blanques dama · c2 negres peó · f2 blanques peó · e1 negres torre | b8 negres alfil · h8 blanques rei · e7 negres cavall · c6 blanques cavall · g6 negres peó · e5 negres torre · f5 negres peó · a4 blanques torre · e4 blanques cavall · f4 negres rei · a3 negres cavall · d3 blanques peó · g3 blanques torre · h3 blanques peó · b2 blanques dama · c2 negres peó · f2 blanques peó · e1 negres torre | b8 negres alfil · h8 blanques rei · e7 negres cavall · c6 blanques cavall · g6 negres peó · e5 negres torre · f5 negres peó · a4 blanques torre · e4 blanques cavall · f4 negres rei · a3 negres cavall · d3 blanques peó · g3 blanques torre · h3 blanques peó · b2 blanques dama · c2 negres peó · f2 blanques peó · e1 negres torre | b8 negres alfil · h8 blanques rei · e7 negres cavall · c6 blanques cavall · g6 negres peó · e5 negres torre · f5 negres peó · a4 blanques torre · e4 blanques cavall · f4 negres rei · a3 negres cavall · d3 blanques peó · g3 blanques torre · h3 blanques peó · b2 blanques dama · c2 negres peó · f2 blanques peó · e1 negres torre | b8 negres alfil · h8 blanques rei · e7 negres cavall · c6 blanques cavall · g6 negres peó · e5 negres torre · f5 negres peó · a4 blanques torre · e4 blanques cavall · f4 negres rei · a3 negres cavall · d3 blanques peó · g3 blanques torre · h3 blanques peó · b2 blanques dama · c2 negres peó · f2 blanques peó · e1 negres torre | b8 negres alfil · h8 blanques rei · e7 negres cavall · c6 blanques cavall · g6 negres peó · e5 negres torre · f5 negres peó · a4 blanques torre · e4 blanques cavall · f4 negres rei · a3 negres cavall · d3 blanques peó · g3 blanques torre · h3 blanques peó · b2 blanques dama · c2 negres peó · f2 blanques peó · e1 negres torre | b8 negres alfil · h8 blanques rei · e7 negres cavall · c6 blanques cavall · g6 negres peó · e5 negres torre · f5 negres peó · a4 blanques torre · e4 blanques cavall · f4 negres rei · a3 negres cavall · d3 blanques peó · g3 blanques torre · h3 blanques peó · b2 blanques dama · c2 negres peó · f2 blanques peó · e1 negres torre | 7 |
| 6 | b8 negres alfil · h8 blanques rei · e7 negres cavall · c6 blanques cavall · g6 negres peó · e5 negres torre · f5 negres peó · a4 blanques torre · e4 blanques cavall · f4 negres rei · a3 negres cavall · d3 blanques peó · g3 blanques torre · h3 blanques peó · b2 blanques dama · c2 negres peó · f2 blanques peó · e1 negres torre | b8 negres alfil · h8 blanques rei · e7 negres cavall · c6 blanques cavall · g6 negres peó · e5 negres torre · f5 negres peó · a4 blanques torre · e4 blanques cavall · f4 negres rei · a3 negres cavall · d3 blanques peó · g3 blanques torre · h3 blanques peó · b2 blanques dama · c2 negres peó · f2 blanques peó · e1 negres torre | b8 negres alfil · h8 blanques rei · e7 negres cavall · c6 blanques cavall · g6 negres peó · e5 negres torre · f5 negres peó · a4 blanques torre · e4 blanques cavall · f4 negres rei · a3 negres cavall · d3 blanques peó · g3 blanques torre · h3 blanques peó · b2 blanques dama · c2 negres peó · f2 blanques peó · e1 negres torre | b8 negres alfil · h8 blanques rei · e7 negres cavall · c6 blanques cavall · g6 negres peó · e5 negres torre · f5 negres peó · a4 blanques torre · e4 blanques cavall · f4 negres rei · a3 negres cavall · d3 blanques peó · g3 blanques torre · h3 blanques peó · b2 blanques dama · c2 negres peó · f2 blanques peó · e1 negres torre | b8 negres alfil · h8 blanques rei · e7 negres cavall · c6 blanques cavall · g6 negres peó · e5 negres torre · f5 negres peó · a4 blanques torre · e4 blanques cavall · f4 negres rei · a3 negres cavall · d3 blanques peó · g3 blanques torre · h3 blanques peó · b2 blanques dama · c2 negres peó · f2 blanques peó · e1 negres torre | b8 negres alfil · h8 blanques rei · e7 negres cavall · c6 blanques cavall · g6 negres peó · e5 negres torre · f5 negres peó · a4 blanques torre · e4 blanques cavall · f4 negres rei · a3 negres cavall · d3 blanques peó · g3 blanques torre · h3 blanques peó · b2 blanques dama · c2 negres peó · f2 blanques peó · e1 negres torre | b8 negres alfil · h8 blanques rei · e7 negres cavall · c6 blanques cavall · g6 negres peó · e5 negres torre · f5 negres peó · a4 blanques torre · e4 blanques cavall · f4 negres rei · a3 negres cavall · d3 blanques peó · g3 blanques torre · h3 blanques peó · b2 blanques dama · c2 negres peó · f2 blanques peó · e1 negres torre | b8 negres alfil · h8 blanques rei · e7 negres cavall · c6 blanques cavall · g6 negres peó · e5 negres torre · f5 negres peó · a4 blanques torre · e4 blanques cavall · f4 negres rei · a3 negres cavall · d3 blanques peó · g3 blanques torre · h3 blanques peó · b2 blanques dama · c2 negres peó · f2 blanques peó · e1 negres torre | 6 |
| 5 | b8 negres alfil · h8 blanques rei · e7 negres cavall · c6 blanques cavall · g6 negres peó · e5 negres torre · f5 negres peó · a4 blanques torre · e4 blanques cavall · f4 negres rei · a3 negres cavall · d3 blanques peó · g3 blanques torre · h3 blanques peó · b2 blanques dama · c2 negres peó · f2 blanques peó · e1 negres torre | b8 negres alfil · h8 blanques rei · e7 negres cavall · c6 blanques cavall · g6 negres peó · e5 negres torre · f5 negres peó · a4 blanques torre · e4 blanques cavall · f4 negres rei · a3 negres cavall · d3 blanques peó · g3 blanques torre · h3 blanques peó · b2 blanques dama · c2 negres peó · f2 blanques peó · e1 negres torre | b8 negres alfil · h8 blanques rei · e7 negres cavall · c6 blanques cavall · g6 negres peó · e5 negres torre · f5 negres peó · a4 blanques torre · e4 blanques cavall · f4 negres rei · a3 negres cavall · d3 blanques peó · g3 blanques torre · h3 blanques peó · b2 blanques dama · c2 negres peó · f2 blanques peó · e1 negres torre | b8 negres alfil · h8 blanques rei · e7 negres cavall · c6 blanques cavall · g6 negres peó · e5 negres torre · f5 negres peó · a4 blanques torre · e4 blanques cavall · f4 negres rei · a3 negres cavall · d3 blanques peó · g3 blanques torre · h3 blanques peó · b2 blanques dama · c2 negres peó · f2 blanques peó · e1 negres torre | b8 negres alfil · h8 blanques rei · e7 negres cavall · c6 blanques cavall · g6 negres peó · e5 negres torre · f5 negres peó · a4 blanques torre · e4 blanques cavall · f4 negres rei · a3 negres cavall · d3 blanques peó · g3 blanques torre · h3 blanques peó · b2 blanques dama · c2 negres peó · f2 blanques peó · e1 negres torre | b8 negres alfil · h8 blanques rei · e7 negres cavall · c6 blanques cavall · g6 negres peó · e5 negres torre · f5 negres peó · a4 blanques torre · e4 blanques cavall · f4 negres rei · a3 negres cavall · d3 blanques peó · g3 blanques torre · h3 blanques peó · b2 blanques dama · c2 negres peó · f2 blanques peó · e1 negres torre | b8 negres alfil · h8 blanques rei · e7 negres cavall · c6 blanques cavall · g6 negres peó · e5 negres torre · f5 negres peó · a4 blanques torre · e4 blanques cavall · f4 negres rei · a3 negres cavall · d3 blanques peó · g3 blanques torre · h3 blanques peó · b2 blanques dama · c2 negres peó · f2 blanques peó · e1 negres torre | b8 negres alfil · h8 blanques rei · e7 negres cavall · c6 blanques cavall · g6 negres peó · e5 negres torre · f5 negres peó · a4 blanques torre · e4 blanques cavall · f4 negres rei · a3 negres cavall · d3 blanques peó · g3 blanques torre · h3 blanques peó · b2 blanques dama · c2 negres peó · f2 blanques peó · e1 negres torre | 5 |
| 4 | b8 negres alfil · h8 blanques rei · e7 negres cavall · c6 blanques cavall · g6 negres peó · e5 negres torre · f5 negres peó · a4 blanques torre · e4 blanques cavall · f4 negres rei · a3 negres cavall · d3 blanques peó · g3 blanques torre · h3 blanques peó · b2 blanques dama · c2 negres peó · f2 blanques peó · e1 negres torre | b8 negres alfil · h8 blanques rei · e7 negres cavall · c6 blanques cavall · g6 negres peó · e5 negres torre · f5 negres peó · a4 blanques torre · e4 blanques cavall · f4 negres rei · a3 negres cavall · d3 blanques peó · g3 blanques torre · h3 blanques peó · b2 blanques dama · c2 negres peó · f2 blanques peó · e1 negres torre | b8 negres alfil · h8 blanques rei · e7 negres cavall · c6 blanques cavall · g6 negres peó · e5 negres torre · f5 negres peó · a4 blanques torre · e4 blanques cavall · f4 negres rei · a3 negres cavall · d3 blanques peó · g3 blanques torre · h3 blanques peó · b2 blanques dama · c2 negres peó · f2 blanques peó · e1 negres torre | b8 negres alfil · h8 blanques rei · e7 negres cavall · c6 blanques cavall · g6 negres peó · e5 negres torre · f5 negres peó · a4 blanques torre · e4 blanques cavall · f4 negres rei · a3 negres cavall · d3 blanques peó · g3 blanques torre · h3 blanques peó · b2 blanques dama · c2 negres peó · f2 blanques peó · e1 negres torre | b8 negres alfil · h8 blanques rei · e7 negres cavall · c6 blanques cavall · g6 negres peó · e5 negres torre · f5 negres peó · a4 blanques torre · e4 blanques cavall · f4 negres rei · a3 negres cavall · d3 blanques peó · g3 blanques torre · h3 blanques peó · b2 blanques dama · c2 negres peó · f2 blanques peó · e1 negres torre | b8 negres alfil · h8 blanques rei · e7 negres cavall · c6 blanques cavall · g6 negres peó · e5 negres torre · f5 negres peó · a4 blanques torre · e4 blanques cavall · f4 negres rei · a3 negres cavall · d3 blanques peó · g3 blanques torre · h3 blanques peó · b2 blanques dama · c2 negres peó · f2 blanques peó · e1 negres torre | b8 negres alfil · h8 blanques rei · e7 negres cavall · c6 blanques cavall · g6 negres peó · e5 negres torre · f5 negres peó · a4 blanques torre · e4 blanques cavall · f4 negres rei · a3 negres cavall · d3 blanques peó · g3 blanques torre · h3 blanques peó · b2 blanques dama · c2 negres peó · f2 blanques peó · e1 negres torre | b8 negres alfil · h8 blanques rei · e7 negres cavall · c6 blanques cavall · g6 negres peó · e5 negres torre · f5 negres peó · a4 blanques torre · e4 blanques cavall · f4 negres rei · a3 negres cavall · d3 blanques peó · g3 blanques torre · h3 blanques peó · b2 blanques dama · c2 negres peó · f2 blanques peó · e1 negres torre | 4 |
| 3 | b8 negres alfil · h8 blanques rei · e7 negres cavall · c6 blanques cavall · g6 negres peó · e5 negres torre · f5 negres peó · a4 blanques torre · e4 blanques cavall · f4 negres rei · a3 negres cavall · d3 blanques peó · g3 blanques torre · h3 blanques peó · b2 blanques dama · c2 negres peó · f2 blanques peó · e1 negres torre | b8 negres alfil · h8 blanques rei · e7 negres cavall · c6 blanques cavall · g6 negres peó · e5 negres torre · f5 negres peó · a4 blanques torre · e4 blanques cavall · f4 negres rei · a3 negres cavall · d3 blanques peó · g3 blanques torre · h3 blanques peó · b2 blanques dama · c2 negres peó · f2 blanques peó · e1 negres torre | b8 negres alfil · h8 blanques rei · e7 negres cavall · c6 blanques cavall · g6 negres peó · e5 negres torre · f5 negres peó · a4 blanques torre · e4 blanques cavall · f4 negres rei · a3 negres cavall · d3 blanques peó · g3 blanques torre · h3 blanques peó · b2 blanques dama · c2 negres peó · f2 blanques peó · e1 negres torre | b8 negres alfil · h8 blanques rei · e7 negres cavall · c6 blanques cavall · g6 negres peó · e5 negres torre · f5 negres peó · a4 blanques torre · e4 blanques cavall · f4 negres rei · a3 negres cavall · d3 blanques peó · g3 blanques torre · h3 blanques peó · b2 blanques dama · c2 negres peó · f2 blanques peó · e1 negres torre | b8 negres alfil · h8 blanques rei · e7 negres cavall · c6 blanques cavall · g6 negres peó · e5 negres torre · f5 negres peó · a4 blanques torre · e4 blanques cavall · f4 negres rei · a3 negres cavall · d3 blanques peó · g3 blanques torre · h3 blanques peó · b2 blanques dama · c2 negres peó · f2 blanques peó · e1 negres torre | b8 negres alfil · h8 blanques rei · e7 negres cavall · c6 blanques cavall · g6 negres peó · e5 negres torre · f5 negres peó · a4 blanques torre · e4 blanques cavall · f4 negres rei · a3 negres cavall · d3 blanques peó · g3 blanques torre · h3 blanques peó · b2 blanques dama · c2 negres peó · f2 blanques peó · e1 negres torre | b8 negres alfil · h8 blanques rei · e7 negres cavall · c6 blanques cavall · g6 negres peó · e5 negres torre · f5 negres peó · a4 blanques torre · e4 blanques cavall · f4 negres rei · a3 negres cavall · d3 blanques peó · g3 blanques torre · h3 blanques peó · b2 blanques dama · c2 negres peó · f2 blanques peó · e1 negres torre | b8 negres alfil · h8 blanques rei · e7 negres cavall · c6 blanques cavall · g6 negres peó · e5 negres torre · f5 negres peó · a4 blanques torre · e4 blanques cavall · f4 negres rei · a3 negres cavall · d3 blanques peó · g3 blanques torre · h3 blanques peó · b2 blanques dama · c2 negres peó · f2 blanques peó · e1 negres torre | 3 |
| 2 | b8 negres alfil · h8 blanques rei · e7 negres cavall · c6 blanques cavall · g6 negres peó · e5 negres torre · f5 negres peó · a4 blanques torre · e4 blanques cavall · f4 negres rei · a3 negres cavall · d3 blanques peó · g3 blanques torre · h3 blanques peó · b2 blanques dama · c2 negres peó · f2 blanques peó · e1 negres torre | b8 negres alfil · h8 blanques rei · e7 negres cavall · c6 blanques cavall · g6 negres peó · e5 negres torre · f5 negres peó · a4 blanques torre · e4 blanques cavall · f4 negres rei · a3 negres cavall · d3 blanques peó · g3 blanques torre · h3 blanques peó · b2 blanques dama · c2 negres peó · f2 blanques peó · e1 negres torre | b8 negres alfil · h8 blanques rei · e7 negres cavall · c6 blanques cavall · g6 negres peó · e5 negres torre · f5 negres peó · a4 blanques torre · e4 blanques cavall · f4 negres rei · a3 negres cavall · d3 blanques peó · g3 blanques torre · h3 blanques peó · b2 blanques dama · c2 negres peó · f2 blanques peó · e1 negres torre | b8 negres alfil · h8 blanques rei · e7 negres cavall · c6 blanques cavall · g6 negres peó · e5 negres torre · f5 negres peó · a4 blanques torre · e4 blanques cavall · f4 negres rei · a3 negres cavall · d3 blanques peó · g3 blanques torre · h3 blanques peó · b2 blanques dama · c2 negres peó · f2 blanques peó · e1 negres torre | b8 negres alfil · h8 blanques rei · e7 negres cavall · c6 blanques cavall · g6 negres peó · e5 negres torre · f5 negres peó · a4 blanques torre · e4 blanques cavall · f4 negres rei · a3 negres cavall · d3 blanques peó · g3 blanques torre · h3 blanques peó · b2 blanques dama · c2 negres peó · f2 blanques peó · e1 negres torre | b8 negres alfil · h8 blanques rei · e7 negres cavall · c6 blanques cavall · g6 negres peó · e5 negres torre · f5 negres peó · a4 blanques torre · e4 blanques cavall · f4 negres rei · a3 negres cavall · d3 blanques peó · g3 blanques torre · h3 blanques peó · b2 blanques dama · c2 negres peó · f2 blanques peó · e1 negres torre | b8 negres alfil · h8 blanques rei · e7 negres cavall · c6 blanques cavall · g6 negres peó · e5 negres torre · f5 negres peó · a4 blanques torre · e4 blanques cavall · f4 negres rei · a3 negres cavall · d3 blanques peó · g3 blanques torre · h3 blanques peó · b2 blanques dama · c2 negres peó · f2 blanques peó · e1 negres torre | b8 negres alfil · h8 blanques rei · e7 negres cavall · c6 blanques cavall · g6 negres peó · e5 negres torre · f5 negres peó · a4 blanques torre · e4 blanques cavall · f4 negres rei · a3 negres cavall · d3 blanques peó · g3 blanques torre · h3 blanques peó · b2 blanques dama · c2 negres peó · f2 blanques peó · e1 negres torre | 2 |
| 1 | b8 negres alfil · h8 blanques rei · e7 negres cavall · c6 blanques cavall · g6 negres peó · e5 negres torre · f5 negres peó · a4 blanques torre · e4 blanques cavall · f4 negres rei · a3 negres cavall · d3 blanques peó · g3 blanques torre · h3 blanques peó · b2 blanques dama · c2 negres peó · f2 blanques peó · e1 negres torre | b8 negres alfil · h8 blanques rei · e7 negres cavall · c6 blanques cavall · g6 negres peó · e5 negres torre · f5 negres peó · a4 blanques torre · e4 blanques cavall · f4 negres rei · a3 negres cavall · d3 blanques peó · g3 blanques torre · h3 blanques peó · b2 blanques dama · c2 negres peó · f2 blanques peó · e1 negres torre | b8 negres alfil · h8 blanques rei · e7 negres cavall · c6 blanques cavall · g6 negres peó · e5 negres torre · f5 negres peó · a4 blanques torre · e4 blanques cavall · f4 negres rei · a3 negres cavall · d3 blanques peó · g3 blanques torre · h3 blanques peó · b2 blanques dama · c2 negres peó · f2 blanques peó · e1 negres torre | b8 negres alfil · h8 blanques rei · e7 negres cavall · c6 blanques cavall · g6 negres peó · e5 negres torre · f5 negres peó · a4 blanques torre · e4 blanques cavall · f4 negres rei · a3 negres cavall · d3 blanques peó · g3 blanques torre · h3 blanques peó · b2 blanques dama · c2 negres peó · f2 blanques peó · e1 negres torre | b8 negres alfil · h8 blanques rei · e7 negres cavall · c6 blanques cavall · g6 negres peó · e5 negres torre · f5 negres peó · a4 blanques torre · e4 blanques cavall · f4 negres rei · a3 negres cavall · d3 blanques peó · g3 blanques torre · h3 blanques peó · b2 blanques dama · c2 negres peó · f2 blanques peó · e1 negres torre | b8 negres alfil · h8 blanques rei · e7 negres cavall · c6 blanques cavall · g6 negres peó · e5 negres torre · f5 negres peó · a4 blanques torre · e4 blanques cavall · f4 negres rei · a3 negres cavall · d3 blanques peó · g3 blanques torre · h3 blanques peó · b2 blanques dama · c2 negres peó · f2 blanques peó · e1 negres torre | b8 negres alfil · h8 blanques rei · e7 negres cavall · c6 blanques cavall · g6 negres peó · e5 negres torre · f5 negres peó · a4 blanques torre · e4 blanques cavall · f4 negres rei · a3 negres cavall · d3 blanques peó · g3 blanques torre · h3 blanques peó · b2 blanques dama · c2 negres peó · f2 blanques peó · e1 negres torre | b8 negres alfil · h8 blanques rei · e7 negres cavall · c6 blanques cavall · g6 negres peó · e5 negres torre · f5 negres peó · a4 blanques torre · e4 blanques cavall · f4 negres rei · a3 negres cavall · d3 blanques peó · g3 blanques torre · h3 blanques peó · b2 blanques dama · c2 negres peó · f2 blanques peó · e1 negres torre | 1 |
|   | a | b | c | d | e | f | g | h |   |

## Llibres i altres publicacions
- Gli scacchi in Liguria, Savona, Oficina d'art, 1939.
- Un manoscritto inedito del 1500 sul giuoco degli scacchi. Florència, L'Italia scacchistica, 1939.
- Zibaldone di pensieri scacchistici, Gènova, A. Lombardo, 1945.
- Fortuna degli scacchi nel '500, Milà, L'Italia scacchistica, 1946.
- Gli scacchi nel Regno di Napoli, Milà, L'Italia scacchistica, 1949.
- Contributi alla storia dei problemi di scacchi: Gilio de' Zelati e Ercole del Rio. Milà, L'Italia scacchistica, 1950.
- Ruy Lopez de Segura, Milà, L'Italia scacchistica (suplement a), 1980.
- Luigi Centurini, Milà, L'Italia scacchistica (suplement a), 1982.

En col·laboració amb Giorgio Porreca
- Il libro completo degli scacchi, Milà, Mursia, 1959.
- Dizionario enciclopedico degli scacchi, Milà, Mursia, 1971. OCLC 859448088

En col·laboració amb Franco Pratesi i Alessandro Sanvito
- Medioevo scacchistico toscano, Milà, L'Italia scacchistica (suplement a), 1985.

En col·laboració amb Alessandro Sanvito
- Lineamenti di una bibliografia italiana degli scacchi, Roma, AMIS, 1987.

En col·laboració amb Antonio Rosino
- Storia degli scacchi in Italia, Venècia, Marsilio, 1990. ISBN 88-317-5383-5.